# フレッド・ワーナー
フェデリコ・アンソニー・ワーナー（Federico Anthony Warner, 1996年11月19日 - ）は、アメリカ合衆国カリフォルニア州サンマルコス出身のプロアメリカンフットボール選手。NFLのサンフランシスコ・49ersに所属している。ポジションはラインバッカー。

## 経歴

### 生い立ち
パナマ系アメリカ人の父と、メキシコ系アメリカ人の母の間に生まれる。生後間もなく両親は別居し、母親に育てられた。7歳の頃からフットボールを始め、ダラス・カウボーイズのファンとして育った。

### ハイスクール
ミッションヒルズ高等学校ではUSAトゥデイのオールファーストチームに選出されるなど活躍した。
主要サイトから4つ星評価を受け、ブリガムヤング大学（BYU）へ進学した。

### カレッジ
BYUには4年間在籍し、4年時にはキャプテンを務めた。通算で264タックル、6.5サック、7インターセプト（BYUのラインバッカーで歴代2位）を記録した。

### サンフランシスコ・49ers
2018年のNFLドラフトにて全体70位でサンフランシスコ・49ersから指名され、その後ルーキー契約を結んだ。

#### 2018年シーズン
開幕戦となった第1週のミネソタ・バイキングス戦でデビューし、12タックルを記録した。

#### 2019年シーズン
開幕前に背番号を48から54に変更した。第10週のシアトル・シーホークス戦では10タックルに加え、ラッセル・ウィルソンから2サックを記録した。第16週のロサンゼルス・ラムズ戦では7タックルに加え、ジャレッド・ゴフからインターセプトを記録した。
チームはプレーオフを勝ち上がって第54回スーパーボウルに出場し、カンザスシティ・チーフスと対戦。パトリック・マホームズからインターセプトを記録したが、チームは敗れた。

#### 2020年シーズン
第16週のアリゾナ・カージナルス戦で14タックル、3つのパスディフレクションを記録し、NFCの週間最優秀守備選手に選出された。このシーズンは自身初となるプロボウル、オールプロファーストチームに選出された。

#### 2021年シーズン
2021年7月21日に49ersと5年総額9500万ドルの契約延長に合意した。

#### 2022年シーズン
このシーズンは130タックル、2サックを記録し、2年ぶりとなるプロボウル、オールプロファーストチームに選出された。

#### 2023年シーズン
このシーズンは全17試合に先発出場して132タックル、2.5サック、11パスディフレクションを記録し、2年連続のプロボウル、オールプロファーストチームに選出された。チームは第58回スーパーボウルに進出したが、延長戦の末敗れた。

#### 2024年シーズン
第4週のニューイングランド・ペイトリオッツ戦の前半で足首を骨折し、その試合の後半は欠場したものの、翌週以降は試合に出場し、チームのプレーオフ進出の可能性がなくなった後も欠場を拒んで先発出場をし続けた。3年連続となるプロボウル、オールプロファーストチームに選出された。

#### 2025年シーズン
2025年5月22日、49ersと2029年シーズンまでの3年総額6300万ドルの契約延長に合意した。

## 家族
弟のトロイもフットボール選手で、タンパベイ・バッカニアーズやロサンゼルス・ラムズのプラクティス・スクワッドに登録されていたことがあるが、NFL公式戦への出場はない。
2022年6月25日に、かつて人気恋愛リアリティ番組「The Bachelor」に出演していたシドニー・ハイタワーと結婚した。

## 詳細情報

### 年度別成績
| Legend | Legend       |
| ------ | ------------ |
| 太字   | キャリアハイ |

#### レギュラーシーズン
| シーズン | チーム | 試合 | 試合 | タックル | タックル | タックル | タックル | タックル | タックル | インターセプト | インターセプト | インターセプト | インターセプト | インターセプト | インターセプト | ファンブル | ファンブル |
| シーズン | チーム | GP   | GS   | Cmb      | Solo     | Ast      | Sck      | TfL      | Sfty     | PD             | Int            | Yds            | Avg            | Lng            | TD             | FF         | FR         |
| -------- | ------ | ---- | ---- | -------- | -------- | -------- | -------- | -------- | -------- | -------------- | -------------- | -------------- | -------------- | -------------- | -------------- | ---------- | ---------- |
| 2018     | SF     | 16   | 16   | 124      | 85       | 39       | 0.0      | 3        | 0        | 6              | 0              | 0              | 0.0            | 0              | 0              | 1          | 1          |
| 2019     | SF     | 16   | 16   | 118      | 89       | 29       | 3.0      | 7        | 0        | 9              | 1              | 46             | 46.0           | 46             | 1              | 3          | 0          |
| 2020     | SF     | 16   | 16   | 125      | 79       | 46       | 1.0      | 5        | 0        | 6              | 2              | 3              | 1.5            | 3              | 0              | 1          | 2          |
| 2021     | SF     | 16   | 16   | 137      | 79       | 58       | 0.5      | 7        | 0        | 4              | 0              | 0              | 0.0            | 0              | 0              | 1          | 3          |
| 2022     | SF     | 17   | 17   | 130      | 79       | 51       | 2.0      | 3        | 0        | 10             | 1              | 20             | 20.0           | 20             | 0              | 1          | 0          |
| 2023     | SF     | 17   | 17   | 132      | 82       | 50       | 2.5      | 6        | 0        | 11             | 4              | 66             | 16.5           | 32             | 0              | 4          | 0          |
| 2024     | SF     | 17   | 17   | 131      | 76       | 55       | 1.0      | 5        | 0        | 7              | 2              | 70             | 35.0           | 45             | 1              | 4          | 0          |
| 通算     | 通算   | 115  | 115  | 897      | 569      | 328      | 10.0     | 36       | 0        | 53             | 10             | 205            | 20.5           | 46             | 2              | 15         | 6          |

#### ポストシーズン
| シーズン | チーム | 試合 | 試合 | タックル | タックル | タックル | タックル | タックル | タックル | インターセプト | インターセプト | インターセプト | インターセプト | インターセプト | インターセプト | ファンブル | ファンブル |
| シーズン | チーム | GP   | GS   | Cmb      | Solo     | Ast      | Sck      | TfL      | Sfty     | PD             | Int            | Yds            | Avg            | Lng            | TD             | FF         | FR         |
| -------- | ------ | ---- | ---- | -------- | -------- | -------- | -------- | -------- | -------- | -------------- | -------------- | -------------- | -------------- | -------------- | -------------- | ---------- | ---------- |
| 2019     | SF     | 3    | 3    | 20       | 11       | 9        | 0.0      | 1        | 0        | 2              | 1              | 3              | 3.0            | 3              | 0              | 0          | 0          |
| 2021     | SF     | 3    | 3    | 21       | 13       | 8        | 0.0      | 3        | 0        | 1              | 0              | 0              | 0.0            | 0              | 0              | 1          | 0          |
| 2022     | SF     | 3    | 3    | 23       | 16       | 7        | 0.0      | 2        | 0        | 1              | 1              | 16             | 16.0           | 16             | 0              | 0          | 0          |
| 2023     | SF     | 3    | 3    | 33       | 24       | 9        | 0.0      | 2        | 0        | 1              | 0              | 0              | 0.0            | 0              | 0              | 0          | 0          |
| 通算     | 通算   | 12   | 12   | 97       | 64       | 33       | 0.0      | 8        | 0        | 5              | 2              | 19             | 9.5            | 16             | 0              | 1          | 0          |